# عائلة ضد عائلة
عائلة ضد عائلة  هو برنامج تلفزيوني ترفيهي ثقافي خاص بالمسابقات يذاع على القناة المغربية دوزيم، حيث تتنافس خلاله عائلتان كل واحدة مكونة من أربعة أفراد وذلك كل يوم أحد، ويقدمه الإعلامي والمنشط إسماعيل حجازي رفقة «البروفيسور»، وهو شخصية كوميدية تظهر على الشاشة تضفي على المسابقة جوا من المتعة.

## الفقرات
- Quiz بلادي تحتوي على 6 مواضيع منها : عادات غدائية، عادات وتقاليد، شخصيات مغربية، ويتضمن كل موضوع 4 أسئلة وتختار العائلة الفائزة في التحدي السابق أول موضوع ولكن يتم طرحها لكلا العائلتين.
- التحدي المجنون ويكون خارج الإستوديو حيث يتطوع فرد واحد من كل فريق للتنافس مع إمكانية مشاركة شخصين من نفس الفريق وذلك حسب طبيعة التحدي وما يتطلبه.
- سباق 120 ثانية وهو أيضا به 6 مواضيع كثقافة عامة، رسوم متحركة، أغاني، رياضة، وفيه تختار العائلة موضوعا ويكون أمامهم دقيقتين للإجابة على أكثر عدد ممكن من الأسئلة.
- التحدي الأخير ويكون حاسما حيث ينقسم إلى التحدي الصعب وهو الجري فوق جهاز الجري وارتداء الملابس في نفس الوقت، والتحدي السهل حيث يعرض على الشاشة ديكور يحتوي على ديكورات صغيرة لمدة 5 ثواني، ويجب على المتسابقين تذكرها حيث يحضر نفس الديكور لكنه فارغ وعليهم ملءه بالديكورات الصغيرة بطريقة صحيحة ولتحديد العائلة التي ستخوض إحدى هذين التحديين يتم تجميع نقاط كافة التحديات والفائز هو من يختار، لكن الموسم الثاني من البرنامج شهد تغييرا بسيطا في طبيعة التحدي السهل، فبدل ملأ الديكور أصبحت لعبة النفخ على الورق الموجود فوق ثلاث كؤوس زجاجية، مع محاولة عدم إسقاط البطاقة الحمراء والتي تكون موجودة ذاخل عدد معين من البطاقات الزرقاء، قانون هذه اللعبة يستلزم الحصول على بطاقتين زرقاوتين على الأقل.

## الفوز
عند الانتهاء من كل التحديات يتم تجميع نقاط كل عائلة، والعائلة الحائزة على أكبر قدر من النقاط، هي التي تفوز بأجهزة وأواني بقيمة 10000 درهم (1 مليون سنتيم)، أما العائلة الثانية فتحصل على أجهزة وأواني بقيمة 5000 درهم (نصف مليون سنتيم).